# Stilijan Petrow
Stilijan Aljoszew Petrow (bułg. Стилиян Петров, ur. 5 lipca 1979 w Montanie) – bułgarski piłkarz występujący na pozycji ofensywnego pomocnika lub rozgrywającego w Aston Villi i reprezentacji Bułgarii.

## Kariera klubowa
Jest wychowankiem CSKA Sofia, w którego zespole seniorów zadebiutował jako siedemnastolatek, rok przed pierwszym występem w reprezentacji Bułgarii.
Wyróżniającego się młodego zawodnika dostrzegli działacze Celticu i za rekordową dla CSKA sumę czterech i pół miliona euro ściągnęli go do Szkocji. Początkowo Bułgar grał głównie w zespole rezerw. Dopiero kiedy w 2001 roku menedżerem klubu został Martin O’Neill, otrzymał szansę występów w pierwszej drużynie; właśnie w tamtym sezonie został wybrany na najlepszego zawodnika ligi. W kolejnych, nie licząc przymusowej ośmiomiesięcznej absencji (rozgrywki 2001–2002) spowodowanej złamaniem nogi, był podstawowym zawodnikiem Celticu, z którym zdobył łącznie cztery tytuły mistrza kraju i trzy puchary oraz zagrał w finale Pucharu UEFA; 21 maja 2003 roku podopieczni O’Neilla po dogrywce (2:3) ulegli prowadzonemu przez Joségo Mourinho FC Porto. Petrow grał w Szkocji przez prawie osiem lat, wystąpił w 264 meczach ligowych, w których strzelił 55 goli.
Po rundzie jesiennej rozgrywek 2006–2007 postanowił zmienić otoczenie i dołączył do swojego byłego trenera O’Neilla w Aston Villi. W tym czasie wystąpił w 185 meczach ligowych, strzelając 9 goli.

## Kariera reprezentacyjna
W reprezentacji Bułgarii zadebiutował w wieku osiemnastu lat 24 grudnia 1998 roku. W przegranym 1:4 meczu towarzyskim z Marokiem zmienił w 52. minucie Zlatka Jankowa. Pięć lat później, w eliminacjach do Euro 2004, otrzymał opaskę kapitana. Na samym turnieju podopieczni Płamena Markowa odnieśli trzy porażki (bramki 1:9), a Petrow wystąpił w dwóch meczach; zabrakło go w trzecim, gdyż musiał pauzować za czerwoną kartkę. Pod koniec 2006 roku niezadowolony z metod szkoleniowych selekcjonera Christa Stoiczkowa ogłosił zakończenie reprezentacyjnej kariery. Pod naciskiem dziennikarzy i kibiców pół roku później zmienił zdanie; powrócił do kadry, ale obowiązki kapitana musiał przekazać Dimityrowi Berbatowowi. Po rezygnacji Berbatowa z gry w reprezentacji ponownie otrzymał opaskę kapitana.
Łącznie w drużynie narodowej wystąpił 105 razy i jest rekordzistą reprezentacji pod względem liczby meczów.

## Choroba
Po wyjazdowym meczu z Arsenalem Londyn rozegranym 24 marca 2012 roku dostał wysokiej gorączki. Przeprowadzone testy medyczne ostatecznie 30 marca 2012 roku potwierdziły ostrą odmianę białaczki. Zawodnik poinformował natychmiast o zakończeniu kariery sportowej.

## Sukcesy piłkarskie
- mistrzostwo Bułgarii 1998 oraz Puchar Bułgarii 1997 i 1999
- mistrzostwo Szkocji 2001, 2002, 2004 i 2006, Puchar Szkocji 2001, 2004 i 2005, finał Pucharu Szkocji 2002, Puchar Ligi Szkockiej 2000, 2001 i 2006, finał Pucharu Ligi 2003 oraz finał Pucharu UEFA 2003 z Celtikiem Glasgow
- Najlepszy piłkarz ligi szkockiej za rok 2001.

## Życie prywatne
Jest jednym z najbardziej popularnych sportowców w Bułgarii, do tego stopnia, że jego ślub w czerwcu 2001 roku na żywo transmitowała jedna z bułgarskich stacji telewizyjnych.